# Ado Malagoli
Ado Malagoli (Araraquara, 1906 - Porto Alegre, 4 de marzo de 1994) fue un pintor y profesor brasileño.
Malagoli se formó en Artes decorativas en la Escuela Profisional Masculina, en 1922. De 1922 a 1928 estudió en el Liceo de Artes y Ofícios de São Paulo, trabajando con Francisco Rebolo Gonzáles en la ejecución de paneles decorativos. En esa época, conoció Alfredo Volpi y Mário Zanini.
En 1928, ingresó en la Escuela Nacional de Belas Artes de Río de Janeiro y, en 1933 pasó a integrar el Núcleo Bernardelli, al lado de João José Rescala, Edson Motta, Milton Dacosta y Joaquim Tenreiro, entre otros. En 1942, ganó el "Premio Viaje", concedido por el Salón Nacional de Belas Artes y fue para los Estados Unidos, donde permaneció de 1943 a 1946. Allí cursó Historia del arte y Museología, en el Fine Arts Institute de la Universidad de Columbia y Organización de Museos, en el Brooklin Museum. En 1946, presentó a su primera exposición individual, en la Careen Gems Gallery, en Nova York. En el mismo año retornó al Brasil e inició su actividad como profesor, en Juiz de Fora. Luego retorna a Río de Janeiro y se desempeña como profesor de la Asociación Brasilera de Dibujo.
En 1952, se transfiere para Porto Alegre, pasando a enseñar pintura en el Instituto de Belas Artes do Rio Grande do Sul hasta 1976. Asumió el cargo de superintendente de la Enseñanza Artística de la Secretaría de Educación y Cultura del Estado, se hizo responsable de toda la División de Cultura de la Secretaría. En 1954, creó el Museo de Arte de Rio Grande do Sul - MARGS, inaugurado en 1957. Integró la comisión de selección de la Muestra Arte Gaúcha en 1982.
En 1997, el Museo de Arte de Rio Grande do Sul tomó el nombre de Museu de Arte de Rio Grande do Sul Ado Malagoli, en homenaje a su fundador.